# Пыртек, Станислав
Стани́слав Пы́ртек (пол. Stanisław Pyrtek; 21 марта 1913, Быстрая Подхаланьска, Малопольское воеводство — 4 марта 1942, Глубокое, Вилейская область) — блаженный Римско-католической церкви, священник, мученик.

## Биография
После окончания гимназии Станислав Пыртек поступил в Духовную семинарию в Вильне. В 1940 году, уже после начала Второй Мировой войны, там же он был рукоположен в сан священника. Позже служил викарием в селении возле Вильнюса. Станислав Пыртек был арестован Гестапо 4 декабря 1941 года и отправлен в тюрьму, находившуюся в Браславе, а потом переведён в заключение в город Глубокое, где 4 марта 1942 года был расстрелян в лесу возле города с группой заключённых, среди которых также находились Владислав Мачковяк и Мечислав Богаткевич.

## Прославление
13 июня 1999 года Станислав Пыртек был беатифицирован римским папой Иоанном Павлом II в группе 108 блаженных польских мучеников.
День памяти в Католической церкви — 12 июня.